# Audrey Spiry
Audrey Spiry és una artista, dibuixant de còmics, il·lustradora i dibuixant d'animació francesa. És una de les artistes convidades en el 32è Saló Internacional del Còmic de Barcelona.
Audrey Spiry és coneguda sobretot per la seva novel·la gràfica En Silence de 2012 que va estar editada a l'estat espanyol per l'editorial diabolo ediciones el gener de 2014. El 2013 l'editorial francesa Casterman va editar la novel·la gràfica, Les gens normaux, de la que Audrey Spiry n'és la dissenyadora.

## Obra
- En Silence (Casterman, 2012, 160 pàgines, ISBN 978-2-203-03272-9[6]). Novel·la gràfica. En castellà, editada amb el títol de En Silencio el 2014. Audrey Spiry n'és la dibuixant, dissenyadora i col·lorista.[4] La novel·la tracta sobre una parella de joves van a fer una sortida en canoa a una gorja aïllada de Còrsega. La protagonista de la història és Juliette i el tema principal és una metàfora del renaixement. L'obra ha estat qualificada amb una puntuació de 7.4 de mitjana per diversos crítics de còmic a betheteque.[7] L'obra ha estat premiada per l'Association des Critiques et Journalistes de Bande Dessinée de França.[8] L'historietista presenta una història basada en les relacions humanes, amb l'excusa dels esports d'aventura per viure més intensament les emocions dels sis turistes protagonistes: una parella de joves i una petita família amb dues nenes petites, que van a una jornada de barranquisme a Còrsega. És una oportunitat perquè experimentin l'emoció de submarinisme, el lliscament, el ràpel; una oportunitat per deixar-se portar pel corrent, nedar i surar perduts entre paisatges i congostos. És també l'ocasió per superar les seves pors, per fer front als perills, per conèixer els seus límits.L'estil, molt particular de l'autora, es basa en la pintura digital.

Qualsevol persona amb experiència en el descens de barrancs pot reconèixer-hi les sensacions, intactes en l'exercici de Spiry, que aconsegueix barrejar el perill omnipresent en l'esport d'aventura amb la llibertat més absoluta.
- Les Gens Normaux (Casterman, 2013, 198 pàgines, ISBN 978-2-203-07724-9) Audrey Spiry és una de les dibuixants d'aquests novel·la gràfica col·lectiva.[5]